# George Milne (1er baron Milne)
Pour les articles homonymes, voir George Milne et Milne.
George Francis Milne, né le 5 novembre 1866 et mort le 23 mars 1948, est un militaire britannique. Il a participé à la seconde guerre des Boers et à la Première Guerre mondiale, servant brièvement sur le front ouest avant de commander les troupes britanniques à Salonique et sur le front macédonien jusqu'à la fin du conflit. Chef de l'État-Major Impérial de 1926 à 1933, il est promu field-marshal en 1928. Au cours de son passage comme CIGS, il a favorisé la mécanisation de l'armée britannique, même si les avancées ont été faibles.

## Biographie

### Début de carrière
George Francis Milne est le fils de George Milne et de Williamina Milne (née Panton), il nait le 5 novembre 1866 à Aberdeen. Il étudie à l'école de MacMillan à Aberdeen, puis à l'Académie royale militaire de Woolwich, il est incorporé à la Royal Artillery le 16 septembre 1885. Il intègre une batterie à Trimulgherry (en) en Inde, puis rejoint une batterie à Aldershot en 1889 avant d'être muté sur une batterie à Meerut en Inde en 1891. Promu capitaine le 4 juillet 1895, il rejoint l'artillerie de garnison à Malte.
Milne est nommé capitaine de batterie à Hilsea (en) puis fréquente l'École militaire de Camberley (en) en 1897. Il prend part à l'expédition du Nil en 1898 et participe à la seconde guerre des Boers, il est promu major le 1er novembre 1899. Le 18 février 1900, il est nommé adjoint adjudant-général, lieutenant-colonel le 1er novembre 1900. Il est cité dans les dépêches le 2 avril 1901 et décoré de l'Ordre du Service distingué en juin 1902.
Milne est nommé vice-assistant quartier-maître général de la division du renseignement à l'état-major le 26 janvier 1903. Il est promu au grade de colonel le 1er novembre 1905 et devient officier d'état major à la 46e Division North Midland, une division territoriale en avril 1908. Il a rejoint l'état-major de la 6e division à Cork en 1909. Il reçoit l'Ordre du bain à l'occasion de l'anniversaire du Roi en 1912 et devient brigadier-général à l'Artillerie royale pour la 4e Division de Woolwich, le 1er octobre 1913.

### Première Guerre Mondiale

#### Front de l'ouest
Au début de la Première Guerre mondiale, Milne commande l'artillerie divisionnaire de la 4e division d'infanterie, intégrée au BEF. En janvier 1915, il rejoint l'état-major du 3e corps d'armée et devient major-général le 23 février 1915. Il est mentionné dans les dépêches pour ses actions lors de la seconde bataille d'Ypres. En juillet 1915, il est nommé à la tête de la 27e division d'infanterie.

#### Salonique

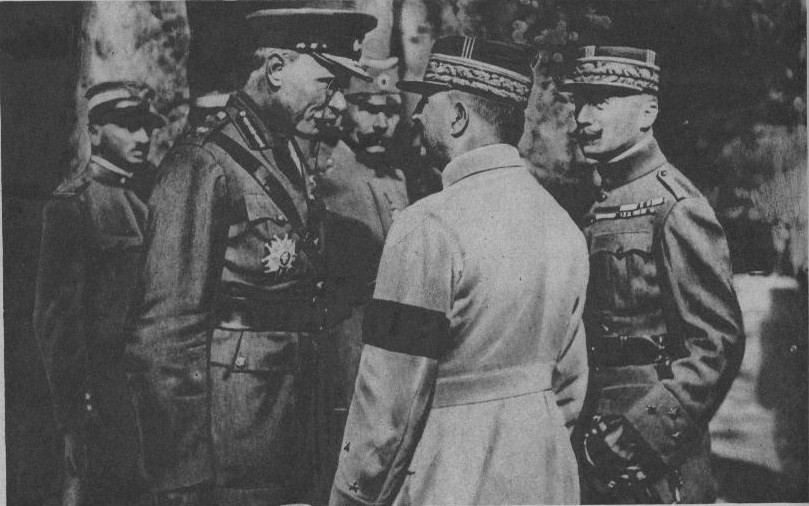
Milne en orient saluant les généraux Louis Franchet d'Espérey et Paul Henrys ; en arrière-plan un italien et un serbe.

Milne est nommé commandant du 16e Corps d'armée à Salonique en janvier 1916 avec pour ordre de s'opposer aux troupes bulgares sur le front macédonien. Il devient commandant en chef des troupes britanniques en Macédoine le 9 mai 1916. Il reçoit la Grande Croix de l'Ordre de l'Ordre de l'Aigle Blanc (1er verre, avec Épées) par le roi de Serbie le 1er juillet 1916.

Le gouvernement britannique reconnait la nécessité de maintenir une présence britannique à Salonique pour satisfaire les demandes françaises, mais le CIGS Robertson, qui communique par lettres secrètes et par télégrammes signés « R », indique à Milne en privé qu'il n'est pas favorable à des opérations offensives. Milne est d'accord avec Robertson sur l'impossibilité d'attaques à travers les montagnes. Il considère qu'une attaque pour couper le chemin de fer Nis-Sofia-Constantinople est logistiquement impossible. Cependant, il est inquiet de l'état de ses troupes et considère qu'elles doivent avancer ou reculer pour quitter la vallée de Struma infesté par le paludisme et que les Bulgares peuvent être battus s'ils sont durement attaqués.

Milne est promu lieutenant-général permanent le 1er janvier 1917. Lors de la Conférence de Rome en janvier 1917, Milne est placé sous le commandement du général Sarrail, il garde cependant le droit de contacter son propre gouvernement en cas de désaccord. Ce droit lui est annulé quand il proteste contre le mouvement d'une brigade britannique ordonné par Sarrail en dehors de la zone britannique. Cette jurisprudence sera largement discutée dans les prochains mois lorsque Lloyd George tentera de placer les forces britanniques du front occidental sous les ordres du général Nivelle.

Milne soutient de nombreuses offensives françaises et serbes malgré ses ressources limitées. Ses troupes souffrent du paludisme. Milne est nommé Grand Officier de l'Ordre des Saints Maurice et Lazare par le roi d'Italie, le 31 août 1917, il est nommé chevalier de l'Ordre du Bain le 1er janvier 1918. Milne est repoussé à la bataille de Doiran en septembre 1918, dans le même temps les unités françaises et serbes réussissent à vaincre l'armée bulgare lors de la bataille de Dobro Polje le même mois. La Bulgarie signe ensuite un armistice.

### Après-guerre
En septembre 1918, Milne devient responsable de l'administration militaire britannique sur une vaste zone autour de la mer Noire, à la suite des troubles internes liés à la révolution russe et au début de la guerre d'indépendance turque. Les forces britanniques occupent à deux reprises Bakou, tandis qu'une division britannique occupe Batoumi sur la mer Noire et supervise le retrait allemand et turc. Les troupes britanniques y compris les troupes indiennes et de certains pays arabes sont également déployées en Perse, en partie pour protéger les champs pétrolifères d'Abadan et en Mésopotamie et Syrie.

Milne effectue une tournée dans le Caucase au début de 1919 et pense « le pays et les habitants sont tout aussi répugnants » et que le retrait britannique « conduirait probablement à l'anarchie mais cela ne vaut pas la vie d'un seul soldat britannique ».

À la fin du août 1919, les troupes britanniques se retirent de Bakou, ne laissant que 3 bataillons à Batoumi. Lord Curzon, ministre des Affaires étrangères souhaite le maintien d'une présence britannique dans la région. Mais le CIGS Henry Wilson donne la permission à Milne de se retirer s'il le juge nécessaire. Après qu'une garnison britannique à Enzeli, sur la côte persane de la mer Caspienne, ait été faite prisonnière par les forces bolcheviques le 19 mai 1920, Lloyd George  insiste pour un retrait des troupes britanniques de Batoumi au début de juin 1920. Les réductions budgétaires ont également obligé un retrait britannique de la Perse au printemps de 1921.

Milne est nommé Grand-Croix (première classe) de l'Ordre du Sauveur par le Roi des Hellènes en octobre 1918. Il est promu chevalier le 1er janvier 1919 puis avancé à Grand croix de l'Ordre de Saint-Michel et Saint-Georges le 3 juillet 1919, il obtient la Croix militaire grecque en juillet 1919. Il est Grand Croix de la Légion d'honneur en août 1919. Il est fait chevalier de l'Ordre très vénérable de Saint-Jean, le 9 avril 1920. En mars 1920, il occupe Constantinople et administre la ville qui sombrait dans l'anarchie.

### Fin de carrière
Milne est promu général à titre définitif le 26 avril 1920, il est nommé lieutenant de la Tour de Londres le 15 décembre 1920 et officier général commandant de l'East Command le 1er juin 1923. Il devient aide de camp du roi le 31 juillet 1923, puis chef d'état-major général impérial, le 19 février 1926. Durant cette période, il soutient la publication d'étude sur la mécanisation des Formations blindées (publié en 1929) mais fort peu d'avancées sont réalisées au cours de son mandat. Il est avancé Chevalier de l'Ordre du Bain en 1927. Il est promu Field-marshal le 30 janvier 1928 puis quitte l'armée en 1933. Le 28 janvier 1933, il est nommé paire en tant que baron Milne, de Salonique et de Rubislaw dans le comté d'Aberdeen.

Il est nommé colonel commandant de l'Artillerie royale le 21 novembre 1918. Il reçoit des titres honorifiques, il est colonel honoraire du Hampshire Heavy Brigade le 24 avril 1926, Maître Canonnier de St James Park à partir de 1929, connétable de la Tour de Londres en 1933 et colonel commandant du Corps de Pioneer à partir de 1940.

Au cours de la Seconde Guerre mondiale, il est présent lors d'un raid aérien sur Westminster. Il écrit une chronique hebdomadaire dans le Sunday Chronicle. Il meurt à Londres le 23 mars 1948. 

## Note et référence
- (en) Cet article est partiellement ou en totalité issu de l’article de Wikipédia en anglais intitulé « George Francis Milne » (voir la liste des auteurs).

1. ↑  « London Gazette », 25514, 25 septembre 1885 (consulté le 22 février 2013), p. 4517
2. ↑  « London Gazette », 26640, 5 juillet 1895 (consulté le 22 février 2013), p. 3818
3. ↑  « London Gazette », 27203, 19 juin 1900 (consulté le 22 février 2013), p. 3815
4. ↑  « London Gazette », 27260, 28 décembre 1900 (consulté le 22 février 2013), p. 8756
5. ↑  « London Gazette », 27305, 16 avril 1901 (consulté le 22 février 2013), p. 2605
6. ↑  « London Gazette », 27553, 19 mai 1903 (consulté le 22 février 2013), p. 3152
7. ↑  « London Gazette », 27851, 7 novembre 1905 (consulté le 22 février 2013), p. 7425
8. ↑  « London Gazette », 28617, 11 juin 1912 (consulté le 22 février 2013), p. 4298
9. ↑  « London Gazette », 28763, 10 octobre 1913 (consulté le 22 février 2013), p. 7063
10. ↑  « London Gazette », 29763, 22 septembre 1916 (consulté le 22 février 2013), p. 9336
11. ↑  « London Gazette », 29977, 9 mars 1917 (consulté le 22 février 2013), p. 2446
12. ↑  « London Gazette », 29886, 29 décembre 1916 (consulté le 22 février 2013), p. 15
13. ↑  « London Gazette », 30263, 31 août 1917 (consulté le 22 février 2013), p. 9101
14. ↑  « London Gazette », 30450, 28 décembre 1917 (consulté le 22 février 2013), p. 1
15. ↑  « London Gazette », 30945, 8 octobre 1918 (consulté le 22 février 2013), p. 11951
16. ↑  « London Gazette », 31095, 31 décembre 1918 (consulté le 22 février 2013), p. 73
17. ↑  « London Gazette », 31395, 6 juin 1919 (consulté le 22 février 2013), p. 7424
18. ↑  « London Gazette », 31465, 18 juillet 1919 (consulté le 22 février 2013), p. 9232
19. ↑  « London Gazette », 31514, 19 août 1919 (consulté le 22 février 2013), p. 10606
20. ↑  « London Gazette », 31861, 13 avril 1920 (consulté le 22 février 2013), p. 4341
21. ↑  « London Gazette », 31893, 7 mai 1920 (consulté le 22 février 2013), p. 5347
22. ↑  « London Gazette », 32166, 17 décembre 1920 (consulté le 22 février 2013), p. 12394
23. ↑  « London Gazette », 32832, 8 juin 1923 (consulté le 22 février 2013), p. 4060
24. ↑  « London Gazette », 32849, 31 juillet 1923 (consulté le 22 février 2013), p. 5241
25. ↑  « London Gazette », 33134, 19 février 1923 (consulté le 22 février 2013), p. 1242
26. ↑  « London Gazette », 33235, 31 décembre 1926 (consulté le 22 février 2013), p. 3
27. ↑  « London Gazette », 33362, 2 mars 1928 (consulté le 22 février 2013), p. 1494
28. ↑  « London Gazette », 33907, 31 janvier 1933 (consulté le 22 février 2013), p. 663
29. ↑  « London Gazette », 31113, 7 janvier 1919 (consulté le 22 février 2013), p. 438
30. ↑  « London Gazette », 33154, 23 avril 1926 (consulté le 22 février 2013), p. 2781